# Jean Belmain
Cet article possède un paronyme, voir Bellemain.
Jean Belmain (mort en 1557) est un intellectuel protestant, théologien et professeur de langue française des enfants du roi Henri VIII d'Angleterre, Édouard VI d'Angleterre et Élisabeth Ire d'Angleterre.
Jean Belmain était un calviniste convaincu. Il quitta la France comme des milliers de huguenots fuyant les persécutions religieuses et trouva refuge en Angleterre.
En 1546, Jean Belmain devint le professeur de langue attitré des enfants du roi Henri VIII. Il enseigna le français, l'espagnol et l'italien au futur roi Édouard VI et à la future reine Élisabeth Ire. Il exerçait son activité pédagogique à la Cour royale au côté de leur tuteur Roger Ascham. Jean Belmain, en tant que théologien, pourrait bien avoir joué un rôle influent dans la formation protestante d'Édouard VI.
Jean Belmain a réalisé une traduction en langue française de la dévotion en prose des "Lamentacions d'un pécheur" écrit par Henri VIII pour sa dernière épouse la reine Catherine Parr.
Il reçut des armoiries par lettres patentes du 20 novembre 1552.

## Sources
1. ↑  https://heraldryonline.wordpress.com/2017/08/19/grant-of-arms-jean-belmain-1552/

- Gwynn, Robin D. (1985). Huguenot Heritage: The History and Contribution of the Huguenots in Britain (page 81). Routledge.  (ISBN 0-7102-0420-5)